# Zavadikh
Zavadikh est un village d'Azerbaïdjan situé dans le raion de Khojavend. Elle compte 151 habitants en 2005.